# TT Isla de Man de 1972
El TT Isla de Man de 1972 fue la quinta prueba de la temporada 1972 del Campeonato Mundial de Motociclismo. El Gran Premio se disputó el 8 y 9 de junio de 1972 en el Snaefell Mountain Course.
También en esta edición, durante la carrera de 125cc, hubo un accidente fatal que involucró a Gilberto Parlotti en Morbidelli, piloto en ese momento líder provisional del campeonato mundial. Si la carrera ya había visto multitud de participantes quejándose de la disminución gradual de la seguridad del circuito, este incidente fue otra pieza que pronto conducirá a la eliminación de la carrera del MotoGP. De hecho, Giacomo Agostini anunció que no participaría más en esta carrera.

## Resultados Senior 500cc
Caso prácticamente único en el campeonato mundial, en octavo lugar se clasificaron dos expilotos aequo, con el mismo tiempo de finalización. Esto podría explicarse por el hecho de que, a diferencia de los otros grandes premios, el inicio del TT no tuvo lugar en un grupo sino como un par de pilotos; ambos corredores obtuvieron los 3 puntos en la clasificación por el octavo lugar.
| Pos.    | Piloto           | Equipo           | Tiempo     | Pts. |
| ------- | ---------------- | ---------------- | ---------- | ---- |
| 1       | Giacomo Agostini | MV Agusta        | 2h 10:34.4 | 15   |
| 2       | Alberto Pagani   | MV Agusta        | +7:51.4    | 12   |
| 3       | Mick Grant       | Padgett/Kawasaki | +9:25.6    | 10   |
| 4       | Kevin Cowley     | Seeley           | +10:47.2   | 8    |
| 5       | Derek Chatterton | Chat/Yamaha      | +11:13.8   | 6    |
| 6       | Charlie Williams | Dugdale/Yamaha   | +13:09.4   | 5    |
| 7       | Selwyn Griffiths | Cowles/Matchless | +14:27.6   | 4    |
| 8       | Clive Brown      | Suzuki           | +14:35.0   | 3    |
| 8       | Paul Cott        | Seeley           | +14:35.0   | 3    |
| 10      | Charlie Sanby    | Hi-Tac/Suzuki    | +14:58.6   | 1    |
| 11      | William McCosh   | Suzuki           | +15:04.6   |      |
| 12      | Stan Woods       | Suzuki           | +15:06.8   |      |
| 13      | Jeff Wade        | Yamaha           | +15:24.0   |      |
| 14      | Roger Nichols    | Suzuki           | +15:46.6   |      |
| 15      | George Fogarty   | Suzuki           | +15:56.2   |      |
| 16      | Gerry Mateer     | Norton           | +16:28.0   |      |
| 17      | Pete Elmore      | Norton           | +17:12.2   |      |
| 18      | Tom Dickie       | Cowles/Matchless | +18:48.2   |      |
| 19      | Brian Lee        | Aermacchi        | +20:08.4   |      |
| 20      | Ken Tilley       | Norton           | +20:39.8   |      |
| Ret     | Jack Findlay     | Jada             | Ret        |      |
| Ret     | Bill Guthrie     | Dugdale Yamaha   | Ret        |      |
| Ret     | Tony Jefferies   | Suzuki           | Ret        |      |
| Ret     | John Williams    | Matchless        | Ret        |      |
| Ret     | Peter Williams   | Matchless        | Ret        |      |
| Fuente: |                  |                  |            |      |

## Resultados Junior 350cc
En Junior TT, Giacomo Agostini lideró de principio a fin, mientras que su compañero de equipo Phil Read se retiró en la segunda vuelta con problemas de turno. Ambos conductores de MV montaron el tres cilindros (MV Agusta 350 3C). Agostini había entrenado con el cuatro cilindros (MV Agusta 350 4C), pero encontró que el tres cilindros era más fiable. La oposición de Yamaha pronto se extinguió: la máquina Rodney Gould se atascó después de unos pocos kilómetros y en la primera ronda la Yamaha de Chas Mortimer explotó el tapón de temperatura desde la culata y luego quedar atascado. Jarno Saarinen no vino a la Isla de Man. Nunca había conducido allí, pero encontró el circuito demasiado peligroso. Detrás de Agostini estaba la pelea entre los pilotos privados de Yamaha Jack Findlay, Mick Grant y Tony Rutter. Este último quedó en segundo lugar, mientras que Grant tuvo que rodar su máquina sobre el final sin gas, 12 segundos antes de Findlay.
| Pos. | Piloto           | Moto           | Tiempo    | Pts. |
| ---- | ---------------- | -------------- | --------- | ---- |
| 1    | Giacomo Agostini | MV Agusta      | 1:50.56.8 | 15   |
| 2    | Tony Rutter      | Yamaha         | 1:55.21.4 | 12   |
| 3    | Mick Grant       | Yamaha         | 1:56.01.1 | 10   |
| 4    | Jack Findlay     | Yamaha         | 1:56.13.0 | 8    |
| 5    | Derek Chatterton | Yamaha         | 1:58.21.4 | 6    |
| 6    | Selwyn Griffiths | Yamaha         | 2:00.13.8 | 5    |
| 7    | Mick Chatterton  | Yamaha         | 2:01.45.2 | 4    |
| 8    | László Szabó     | Yamaha         | 2:05.03.8 | 3    |
| 9    | Bill Rae         | Yamaha         | 2:05.04.8 | 2    |
| 10   | Brian Lee        | Aermacchi      | 2:05.59.6 | 1    |
| 15   | Jan Kostwinder   | Yamaha         | 2:07.40.8 |      |
| 16   | Barry Smith      | Honda          | 2:07.50.8 |      |
| 21   | Helmut Dähne     | Yamaha         | 2:10.34.4 |      |
| 22   | Roger Nicholls   | AJS            | 2:10.44.2 |      |
| Ret  | Tom Herron       | Yamaha         | Ret       |      |
| Ret  | Phil Read        | MV Agusta      | Ret       |      |
| Ret  | Charlie Williams | Dugdale-Yamaha | Ret       |      |
| Ret  | Bill Henderson   | Yamsel         | Ret       |      |
| Ret  | Chas Mortimer    | Yamaha         | Ret       |      |
| Ret  | John Cooper      | Yamaha         | Ret       |      |
| Ret  | Rodney Gould     | Yamaha         | Ret       |      |
| Ret  | Billie Guthrie   | Dugdale-Yamaha | Ret       |      |
| Ret  | Tony Jefferies   | Yamaha         | Ret       |      |
| Ret  | John Williams    | Matchless      | Ret       |      |

## Resultados Lightweight 250cc
El Lightweight 250 cc TT se retrasó un día debido al mal tiempo. Phil Read inmediatamente corrió una vuelta rápida de apertura, su primera vuelta (con inicio de pie) fue incluso la más rápida de la carrera. Rodney Gould y John Williams no tuvieron respuesta y se quedaron en segundo y tercer lugar hasta el final.
| Pos. | Piloto           | Moto           | Tiempo    | Pts. |
| ---- | ---------------- | -------------- | --------- | ---- |
| 1    | Phil Read        | Yamaha         | 1:30.51.2 | 15   |
| 2    | Rodney Gould     | Yamaha         | 1:32.19.6 | 12   |
| 3    | John Williams    | Yamaha         | 1:33.16.4 | 10   |
| 4    | Charlie Williams | Yamaha         | 1:34.21.4 | 8    |
| 5    | Werner Pfirter   | Yamaha         | 1:34.24.2 | 6    |
| 6    | Billie Henderson | Yamaha         | 1:35.04.4 | 5    |
| 7    | Derek Chatterton | Yamaha         | 1:35.12.2 | 4    |
| 8    | Dudley Robinson  | Yamaha         | 1:35.27.4 | 3    |
| 9    | Barry Randle     | Yamaha         | 1:35.29.8 | 2    |
| 10   | Bill Rae         | Yamaha         | 1:37.31.8 | 1    |
| 13   | Gyula Marsovszky | Yamaha         | 1:38.04.8 |      |
| 14   | Chas Mortimer    | Yamaha         | 1:38.10.0 |      |
| 16   | Billie Guthrie   | Dugdale-Yamaha | 1:39.14.2 |      |
| 21   | Jan Kostwinder   | Yamaha         | 1:41.35.0 |      |
| Ret  | Alex George      | Yamaha         | Ret       |      |
| Ret  | Stan Woods       | Yamaha         | Ret       |      |
| Ret  | Mick Grant       | Padgett-Yamaha | Ret       |      |
| Ret  | Barry Smith      | Yamaha         | Ret       |      |
| Ret  | Tony Rutter      | Yamaha         | Ret       |      |
| Ret  | Tom Herron       | Yamaha         | Ret       |      |

## Lightweight 125 cc TT
Gilberto Parlotti llegó a la Isla de Man como líder del Mundial. Se había preparado bien: con un 750cc prestada - Ducati había hecho al menos 60 vueltas de entrenamiento. El Lightweight 125 cc TT estuvo marcado con mal tiempo, pero Parlotti inmediatamente tomó la delantera al comienzo. Después de la primera ronda ya tenía una ventaja de 15 segundos en Chas Mortimer. En la segunda ronda, su Morbidelli se quedó atascada en Verandah. Fue gravemente herido, traslado en helicóptero y fue llevado al Hospital Nobles en Douglas, done murió a su llegada. Chas Mortimer ganó la carrera con más de 6 minutos y medio por delante de Charlie Williams y 8 minutos sobre Bill Rae (Maico).
| Pos. | Corredor          | Moto       | Tiempo    | Pts. |
| ---- | ----------------- | ---------- | --------- | ---- |
| 1    | Chas Mortimer     | Yamaha     | 1:17.38.2 | 15   |
| 2    | Charlie Williams  | Yamaha     | 1:24.23.0 | 12   |
| 3    | Bill Rae          | Maico      | 1:25.39.8 | 10   |
| 4    | Lindsay Porter    | Honda      | 1:26.23.0 | 8    |
| 5    | Ron Hackett       | Honda      | 1:28.44.0 | 6    |
| 6    | Nev Watts         | Honda      | 1:28.54.0 | 5    |
| 7    | Fred Launchbury   | Maico      | 1:29.40.6 | 4    |
| 8    | Leigh Notman      | Yamaha     | 1:29.41.4 | 3    |
| 9    | Andy Morris       | Yamaha     | 1:29.43.6 | 2    |
| 10   | Mike Evans        | Yamaha     | 1:30.17.4 | 1    |
| Ret  | Gilberto Parlotti | Morbidelli | Ret (†)   |      |
| Ret  | László Szabó      | MZ         | Ret       |      |